# 미쓰비시지쇼셋케
미쓰비시지쇼셋케(三菱地所設計)는 일본의 조직계 건축설계사무소이다. 본점은 도쿄도 지요다구. 1890년 미쓰비시사가 설치한 마루노우치 건축소를 뿌리로 둔다. 그 후 미쓰비시지쇼의 설계감리 부문이 되어 인하우스 건축설계사무소로서 오랫동안 활동을 계속하여 지금의 조직에 이른다.

## 약사
1893년(메이지 26년) 12월 미쓰비시 합자회사가 설치되어 미쓰비시 합자회사 건축과가 됨. 1894년(메이지 27년) 마루노우치 최초의 사무소 건축인 '제1호관'이 완성(2009년 '미쓰비시 1호관'으로 그 레플리카가 재건됨).
1906년(메이지 39년) 동사에 설치된 지소용도과가 1937년(쇼와 12년) 미쓰비시지쇼가 됨으로써 1937년(쇼와 12년) 건축과의 사무를 지쇼가 승계케 되어 동사의 설계감리 부문이 됨. 전후 건축사법에 의거한 건축사사무소로서 등록. 1999년(헤이세이 11년) ISO 9001 인증을 취득. 2000년(헤이세이 12년) 설계감리사업본부를 거쳐 2001년 6월 분사독립. 2010년 한미파슨스와 업무제휴를 발표.

## 주요설계건조물
- 히로 가든 힐즈

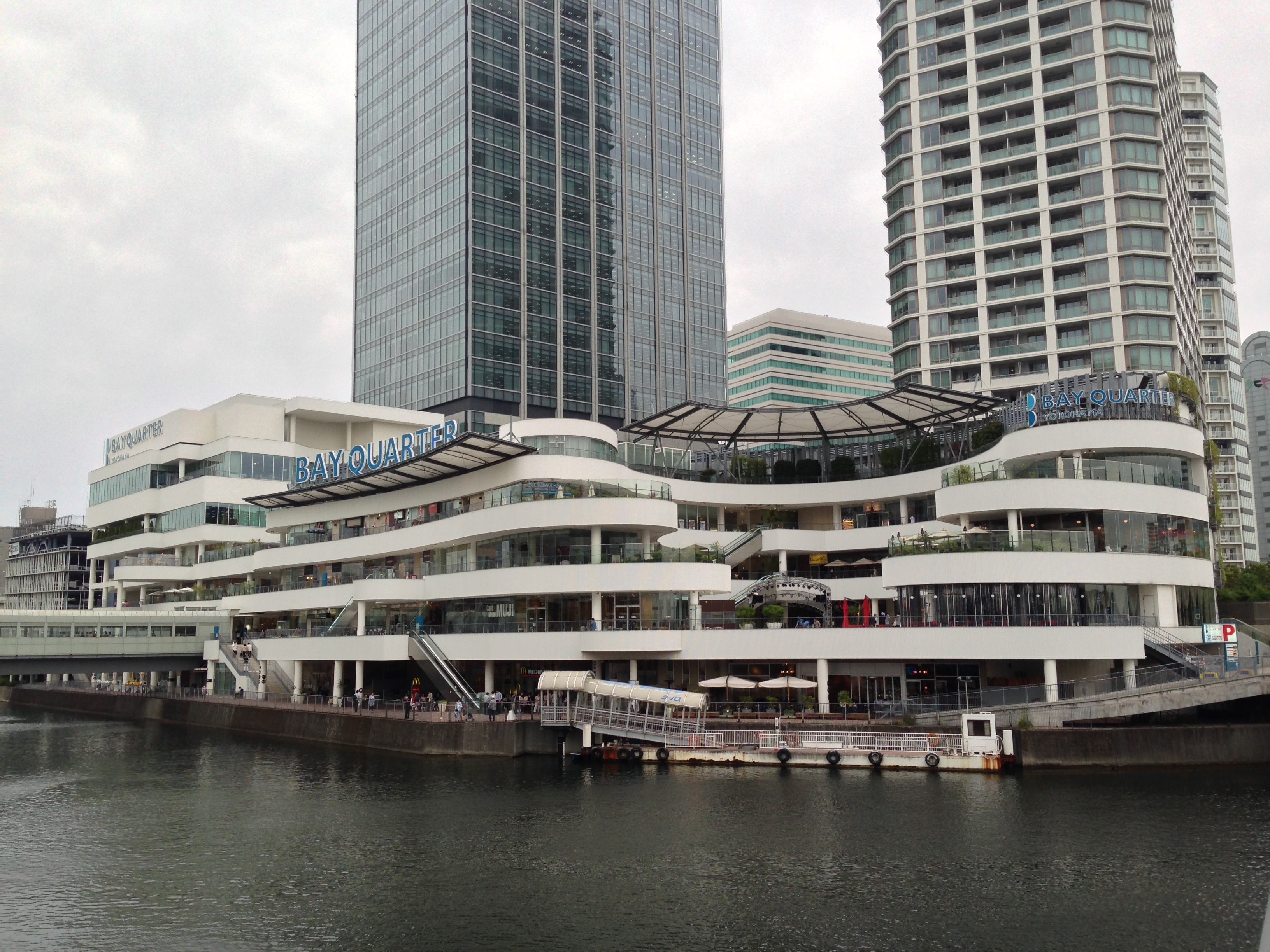
요코하마 베이 쿼터

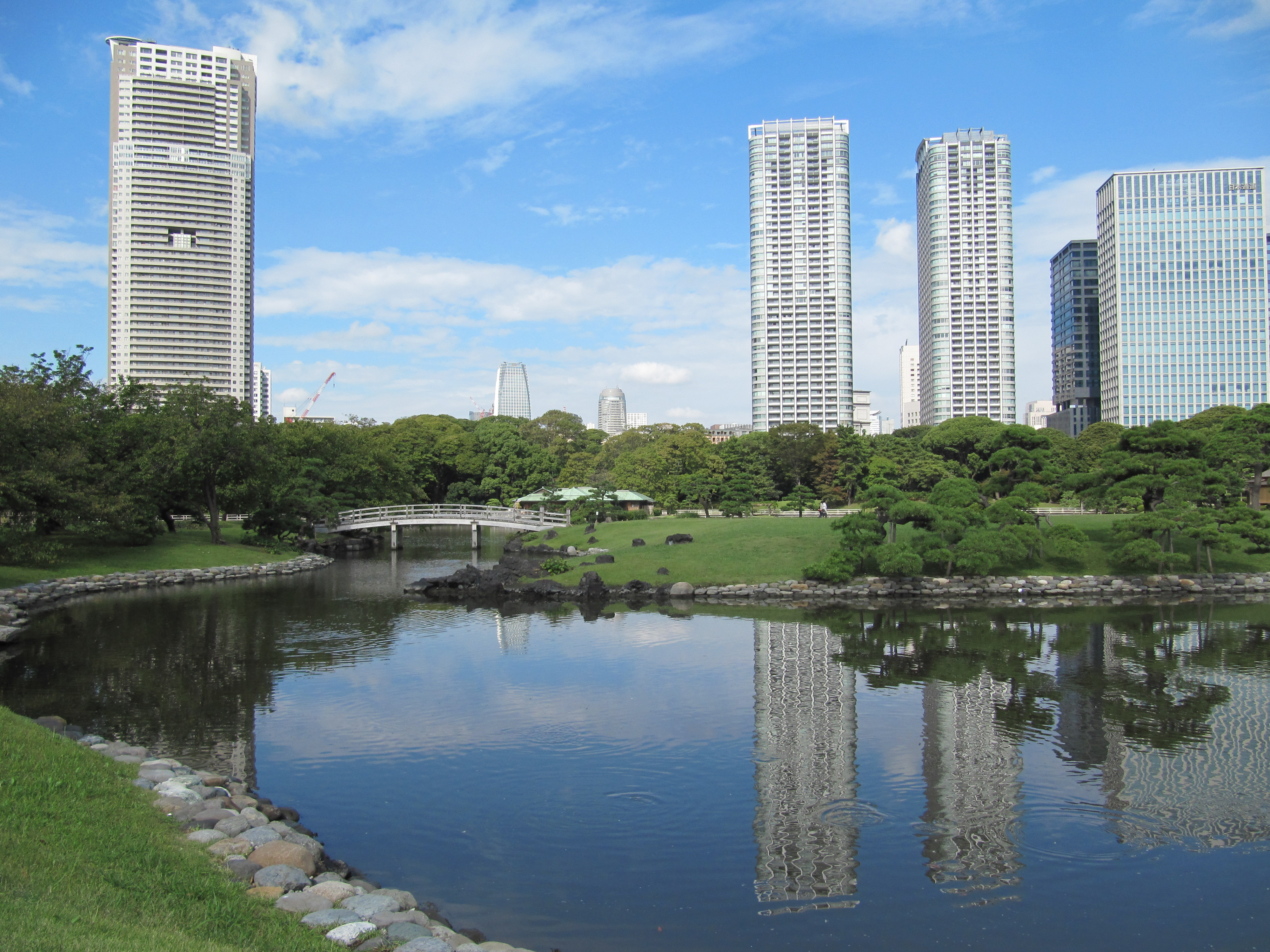
도쿄 트윈 파크스

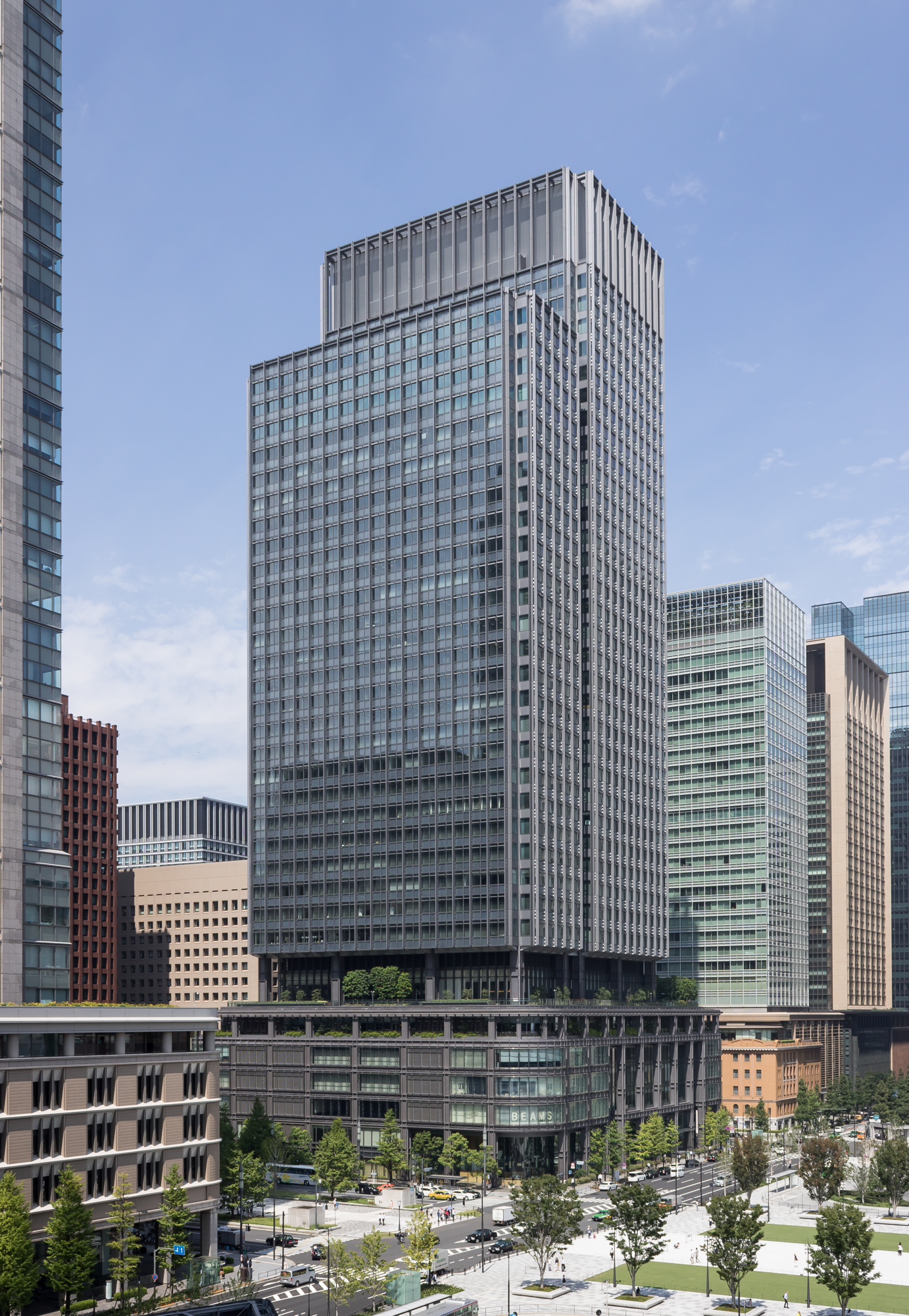
신마루노우치 빌딩

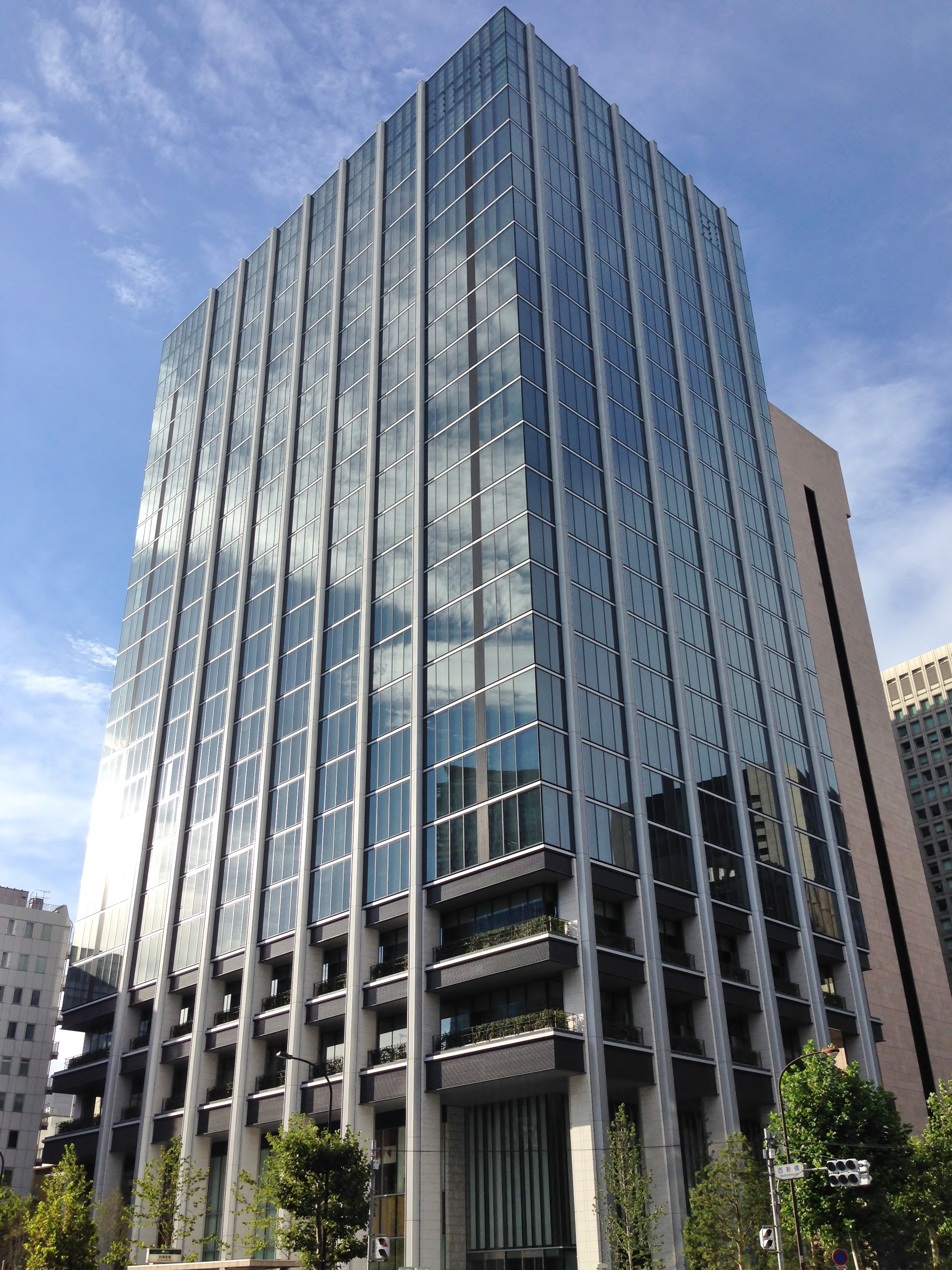
니시신바시 스퀘어

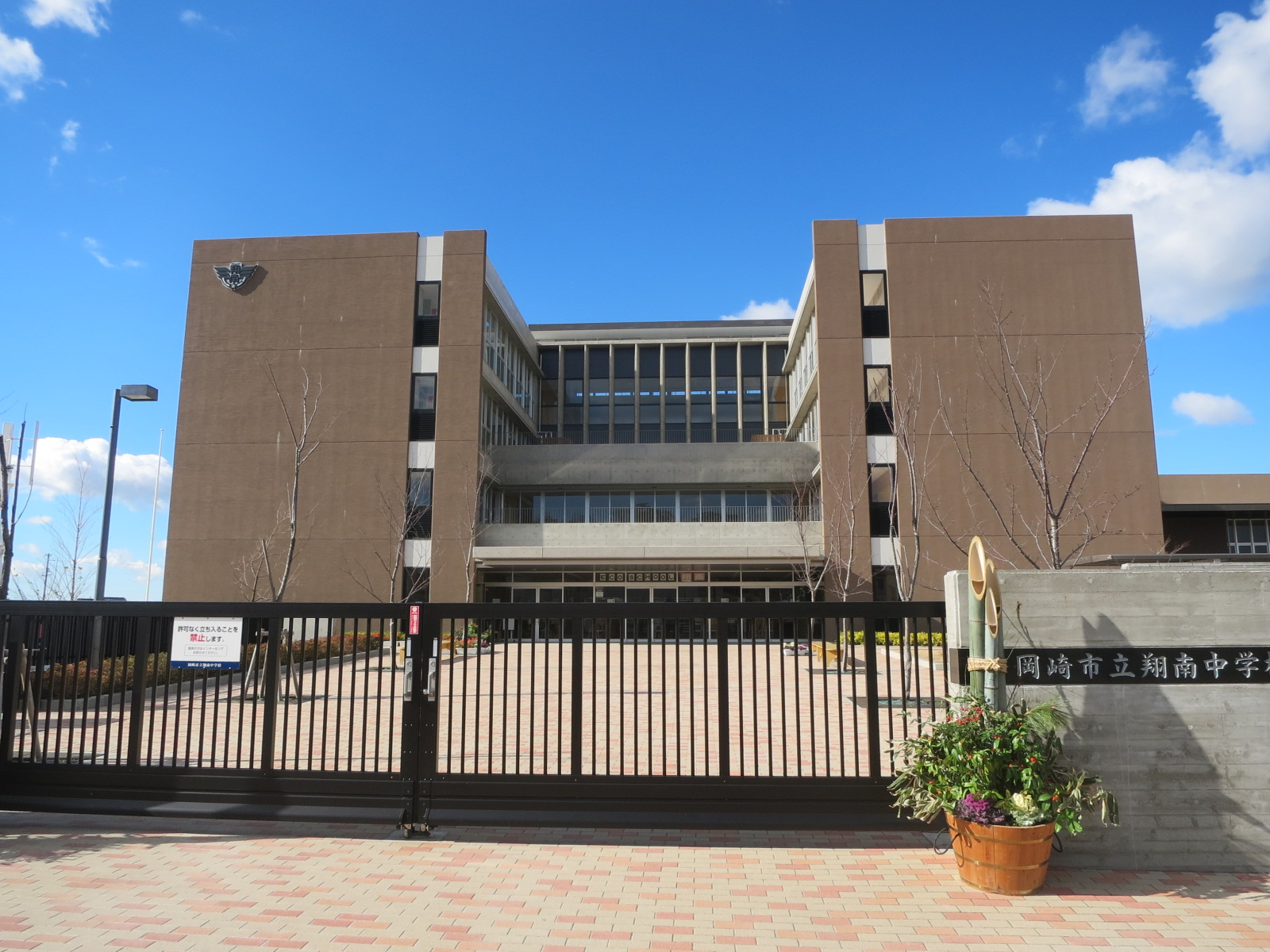
오카자키 시립 쇼난 중학교

- 요코하마 미나토미라이 21·25가구 개발구상
- 요코하마 랜드마크 타워
- ADK 쇼치쿠 스퀘어(현 긴자 쇼치쿠 스퀘어)
- JR 하카타 시티 개발 프로젝트
- 다카나와 더 레지던스(TAKANAWA The RESIDENCE)
- THE HOUSE Minami Azabu
- The Tower Osaka(다케나카 공무점·미쓰비시지쇼셋케)
- W 컴포트 타워즈
- 오크 클리닉 포 미스 병원
- 더 페닌슐라 도쿄
- 소아라 플라자 센다이
- 백하우스 펠리시아
- 페리스 조가쿠인 대학 료쿠엔 캠퍼스 료쿠엔 체육관
- 브리제 타워
- 이노카시라 공원 파크 하우스 기치죠지미나미초
- 요코가와 전기 주식회사 시난 빌딩
- 요코하마 베이 쿼터
- 마루노우치 오아조(마루노우치 북구 빌딩＆마루노우치 호텔·상업시설동)
- 팰리스 호텔 개축
- 마루노우치 빌딩
- 신마루노우치 빌딩
- 마루노우치 나카도리 가로정비사업
- 다카치호 대학 센트럴 스퀘어
- 삿포로 알타
- 더 파크하우스 그랜드 미나미아오야마타카기초
- 마루노우치 파크 빌딩·미쓰비시 1호관(미쓰비시 1호관 미술관)
- 미쓰비시 전기 이나자와 제작소 SOLAE
- 미쓰비시 미래관@earth
- 미쓰비시요와카이 스가모 스포츠 센터 「사제관(思斉館)」
- 미도스지 프론트 타워
- 산노 파크 타워
- 시오도메 빌딩
- 시바다이몬 프론트 타워
- 아키타현 경찰본부 제2청사
- 시부야 크로스 타워
- 조요 쓰쿠바 빌딩
- 신고쿠사이 빌딩 옥상녹화
- 세이케이 학원
- 세이케이 대학 정보도서관
- 아오이모리 센트럴 파크
- 이즈미 파크 타운 가쓰라 파크 하우스 가든 뷰
- 다이나고야 빌딩(2015년 완성된 2대째)
- 다이요 생명 시나가와 빌딩(오바야시구미·미쓰비시지쇼셋케·NTT 퍼실리티즈 감리공동체)
- 오사카 증권거래소(미쓰비시지쇼셋케·닛켄셋케)
- 나가사키 시립도서관(헤이 빌딩 서비스, 나가사키료코 서비스, 니시니혼료주코산, 미쓰비시지쇼셋케, 야스이 건설설계사무소)
- 오테몬 가쿠인 대학 중앙동
- 제국 호텔
- 뎃코 빌딩(2015년 완성된 2대째)
- 도쿄 트윈 파크스
- 도쿄 빌딩
- 도쿄 중앙우편국 빌딩(미쓰비시지쇼셋케·헬무트 얀)
- 나고야 도쿄 해상 니치도 빌딩(2013년 완성된 2대째)
- 닛폰 방송 본사 빌딩·당업회관
- 요미우리 홋카이도 빌딩
- 미나미아오야마 테라스 도키와마쓰 포레스트
- 니반초 가든
- 니혼테레비 타워
- 미쓰비시 신탁은행 본점 빌딩·일본공업구락부회관
- 시나가와 그랜드 센트럴 타워
- 기타노우치 스퀘어
- 니시신바시 스퀘어
- 메이지야스다 생명 빌딩 가구(마루노우치 MY PLAZA)
- 유라쿠초 이토시아
- 빅 루프 다키자와(이와테현 다키자와시)
- 오카자키 시립 쇼난 중학교(아이치현 오카자키시)
- 첼시 린쿠 아울렛 몰(오사카부 이즈미사노시)
- 타이베이 난산 플라자(타이완 타이베이시)

## 참고 문헌
- 《VA 건축화보 309 미쓰비시지쇼셋케》(VA建築画報309 三菱地所設計) 2004